# گیر هالگریمسون
گیر هالگریمسون (انگلیسی: Geir Hallgrímsson؛ ۱۶ دسامبر ۱۹۲۵ – ۱ سپتامبر ۱۹۹۰) یک سیاست‌مدار اهل ایسلند بود.